# Jean-Pierre Maury
 (janvier 2018).
 (janvier 2018).
Jean-Pierre Maury, dit Maury, né le 22 janvier 1932 à Paris où il est mort le 18 janvier 2021 est le dernier des artistes mouleurs-figuristes.[réf. nécessaire]

## Biographie
Ami de Jacques Prévert, dans la période de l’après-guerre « les Trente Glorieuses », dans son atelier du cabaret le Port du Salut, il moule le Tout-Paris du monde la nuit (plus de deux mille modèles), dont un grand nombre de célébrités. Séduits par l’homme et l’artiste, beaucoup de personnalités se prêtent à ce rituel.
Ainsi, Maury immortalise entre autres Johnny Hallyday, Charles Aznavour, Bourvil, Lino Ventura, Yves Montand, Boby Lapointe, Claude François, Georges Moustaki, Jean Yanne, Pierre Perret, Darry Cowl, Roman Polanski, Henri Salvador, Patrick Sébastien, Philippe Clay, Silvia Monfort, Sylvie Vartan, Sheila, Annie Cordy, Fernand Raynaud, Françoise Hardy, Pierre Doris…

## Travaux artisanaux et techniques
Réalisant une performance, Maury moule, année après année, le visage de ses deux filles Pauline et Julie, dès qu'elles ont trois ans, à leurs dates d'anniversaire. L'exceptionnelle collection ainsi constituée est plus tard acquise par le musée de l’Homme qui en fait une exposition et, par les soins d'Yvette Deloison, anthropologue au CNRS, permet d’établir les mesures essentielles des visages dans le cadre de la recherche des enfants disparus.
Il est aussi mouleur mortuaire : Sidney Bechet est le premier en 1959 d’une longue série de modèles, avec entre autres, Tino Rossi, Henri Vidal, Jacques Lacan, Louis Pauwels, Stéphane Grappelli, Georges van Parys et Robert Casadesus. Autre travail en rapport avec la mort, il enseigne la restauration de visages abîmés à des thanatopracteurs. Il travaille également avec un chirurgien-plasticien pour montrer au patient ce que deviendrait son visage, après opération.
Pour le film Le Jour le plus long, réalisé par Darryl F. Zanuck, Maury réalise l'ensemble des moulages figurant des soldats morts sur les plages du débarquement, et de surcroît celui du corps du parachutiste accroché au clocher de Sainte-Mère-Église.
Il fait aussi les moulages des visages de Bourvil, Lino Ventura et Yves Montand pour que les maquilleurs puissent réaliser des maquillages effets-spéciaux.

## Travaux artistiques
Maury devint le mouleur attitré de Salvador Dali puis de César, à partir de sa période des agrandissements. Ce dernier disait de lui : « On a l’impression que le plâtre coule de ses mains ».
Ses sculptures : des petits personnages sur de vieilles planches vermoulues, racontent les étapes très particulières de l’alchimie. Celle-ci, dont il réalise de nombreuses allégories, lui permettant de mettre en scène les quatre éléments et les sept métaux, ou bien d’exprimer la dualité du monde : Le soleil et la lune, le masculin et le féminin, le bien, le mal et tout cela avec un érotisme d’une poésie irrévérencieuse et provocatrice.

L’ex musée de l’érotisme de Paris, créé par Jo Khalifa et Alain Plumey, l’invite trois fois à présenter ses œuvres, aux côtés de Georges Wolinski, Barbe, Georges Pichard, Robert Crumb, Robert Combas, Jacques Brissot, Albert Dubout… 
Son ami Jacques Prévert rédige en 1966 la plus belle de ses préfaces, pour son exposition chez Jean d'Halluin, le Bestiaire Magique. En voici un extrait : « Le bestiaire des superstitions a ses rêves, la ménagerie des religions ses cages. Une lanterne, n'importe laquelle, est magique, le plus beau des cierges fait semblant » (Jacques Prévert, 1966),.